# Nāḩiyat Dayr ‘Aţīyah
Nāḩiyat Dayr ‘Aţīyah (arabiska: ناحية دير عطية) är ett subdistrikt i Syrien.   Det ligger i provinsen Rif Dimashq, i den sydvästra delen av landet, 80 km nordost om huvudstaden Damaskus.
Trakten runt Nāḩiyat Dayr ‘Aţīyah är ofruktbar med lite eller ingen växtlighet. Runt Nāḩiyat Dayr ‘Aţīyah är det ganska tätbefolkat, med 75 invånare per kvadratkilometer.